# Джули Гарууд
Джули Гарууд (на английски: Julie Garwood) е американска писателка, авторка на бестселъри в жанровете исторически и криминални любовни романи.

## Биография и творчество
Джули Мърфи Гарууд е родена на 1 януари 1946 г. в Канзас, Мисури, САЩ и е 6-ото от 7 деца на голямо ирландско семейство. Има 5 сестри и брат. На 6-годишна възраст претърпява операция по отстраняване на сливиците (тонзилектомия), от която има усложнения на гласните струни. Поради това не може нормално да започне училище и да се научи да чете добре като останалите. Когато е на 11 години, майка ѝ разбира това и учителката ѝ по математика сестра Елизабет посвещава цяло лято, за да я научи да чете и да се наслади на четенето. Тя оказва такова значително влияние върху Гарууд, че впоследствие тя нарича дъщеря си Елизабет.
Джули отива да учи за медицинска сестра. Там се запленява от историята и записва едновременно и курс по руска история. По време на следването по история един от професорите ѝ е впечатлен от качеството на нейните есета и я убеждава да започне да пише. Резултатът е книга за деца „A Girl Named Summer“ и първият ѝ исторически роман „Gentle Warrior“. Въпреки че Гарууд е щастлива да пише, тя не възнамерява да става писател.
Омъжва се млада за Джералд Гарууд и има 3 деца: Джералд младши, Брайън и Елизабет. Докато ги отглежда, работи на свободна практика като журналист. След като най-малкото ѝ дете тръгва на училище, тя започва да посещава сбирките на местните писатели. Там среща своя бъдещ агент и чрез него издава 2-те си книги в издателство „Pocket Books“ през 1985 г. под псевдоним Емили Чейс, като получава поръчка за още исторически романи.
Романите на Джули Гарууд се славят с изключителна историческа точност. Известен е фактът, че авторката прекарва много време в библиотеката на университета в Канзас, чрез Интернет или директен контакт, за да намери три исторически източника, потвърждаващи даден факт, преди да го включи в книгите си.
Въпреки успеха си в романтичните исторически романи Гарууд се впуска и в жанра на съвременните романтични романи. Нейните теми в романите са „семейство, лоялност, религия и чест“. Те са наситени с чувство за хумор и интригуващи обрати. Джули Гарууд казва за тях: „Искам моите читатели да се смеят и плачат, и да са обхванати от любов, искам те да избягат в друг свят за известно време и след това да се чувстват така, сякаш са били на едно голямо приключение.“
Нейните книги са отпечатани в тираж над 40 милиона броя. Романите ѝ са били 24 пъти в списъка на бестселърите на „Ню Йорк Таймс“, „The Wall Street Journal“, и „Publishers Weekly“.
Романът „Венчило с дявола“ е отличен с наградата „РИТА“ за най-добър роман през 1990 г. Романът „For the Roses“ е адаптиран за телевизията от „CBS“ през 1997 г. под заглавие „Роуз Хил“ с участие в главната роля на Дженифър Гарнър. Романът ѝ „Разбивач на сърца“, е предпочетен за киното и е поредица в списание „Космополитен“.
Джули Гарууд живее със семейството си в Лийуд, Канзас. Все още пише на пишеща машина, за да запази началния си творчески дух, а компютъра използва за другите си дейности. Извън работата посвещава усилията си на програми за повишаване на грамотността.

## Произведения

### Серия „The Girls of Canby Hall“ – детски романи, като Емили Чейс
- What's a Girl to Do? (1985)
- A Girl Named Summer (1986)

### Самостоятелни романи
1. Gentle Warrior (1985)
2. A Girl Named Summer (1986)
3. Непокорни желания, Rebellious Desire (1986)
4. Чест и величие, Honor's Splendour (1987)
5. Наградата, The Prize (1991)
6. Saving Grace (1993)
Нежно спасение, изд. ИК „Ибис“, София (2020), прев. Диана Кутева, ISBN 978-619-157-350-9
7. Prince Charming (1994)

### Серия „Шпиони на короната“ (Crown’s Spies)
1. Дамата на Лайън, The Lion's Lady (1988)
2. Guardian Angel (1990)
3. Брачна авантюра, The Gift (1991)
4. Принцеса Алесандра, Castles (1993)

### Серия „Годениците на Леърд“ (Lairds' Brides)
1. Венчило с дявола, The Bride (1989) – награда „РИТА“
2. Венчило с варварина, The Wedding (1996)

### Серия „Шотландски земевладелци“ (Highlands' Lairds)
1. Тайната, The Secret (1992)
2. Съкровището, Ransom (1999)
3. Shadow Music (2007)

### Серия „Клейбърн от Роузхил“ (Clayborne of Rosehill)
1. For The Roses (1995)
2. One Pink Rose (1997)
3. One White Rose (1997)
4. One Red Rose (1997)
5. Come The Spring (1997)

### Серия „Бюканън-Ренард“
1. Разбивач на сърца, Heartbreaker (2000) – (Ник Бюканън / Лоран Мейдън)
2. От милост, Mercy (2001) – (Тео Бюканън / Д-р Мишел Ренард)
3. Убийствен чар, Killjoy (2002) – (Джон-Пол Ренард / Ейвъри Дилейни)
4. Списък с убийства, Murder (2004) – (Алек Бюканън / Регън Хамилтън Мадисън)
5. Бавно изгаряне, Slow Burn (2005) – (Дилън Бюканън / Кейт Маккена)
6. Танц в сенките, Shadow Dance (2006) – (Ноа Клейборн / Джордан Бюканън)
7. Огън и лед, Fire and Ice (2008) – (Джак Макалистър/ Софи Съмърфилд Роуз)
8. Скрита камера, Sizzle (2009) – (Самуел Кинкейд / Лира Прескот)
9. Идеалният мъж, The Ideal Man (2011) – (Макс Даниелс / д-р Ели Съливан)
10. Сладки приказки, Sweet Talk (2012) – (Грейсън Кинкейд / Оливия Макензи)
11. Сензацията, Hotshot (2013) – (Фин Макбейн / Пейтън Локхарт)
12. Бърз триумф, Fast Track (2014) – (Корделия/Ейдън)
13. В мрежата Wired (2016) - (Алисън/Лиъм/
14. Огнената Грейс Grace Under Fire (2022) /Грейс Изабел Маккена/Майкъл Бюканън/